# 1999 WO3
1999 WO3 är en asteroid i huvudbältet som upptäcktes 28 november 1999 av den japanska astronomen Takao Kobayashi vid Ōizumi-observatoriet.